# Sanshui
Sanshui, även romaniserat Samshui, är ett stadsdistrikt i Foshans stad på prefekturnivå i provinsen Guangdong i södra Kina. Det ligger omkring 39 kilometer väster om provinshuvudstaden Guangzhou. 
Orten öppnades som fördragshamn 1897 enligt ett fördrag med Storbritannien.
Sanshui är indelat i två stadsdelsdistrikt och fem köpingar.
Stadsdelsdistrikt (jiedao):

- Xinan (西南街道)
- Yundonghai (云东海街道)

Köpingar (zhen):

- Baini (白坭镇)
- Datang (大塘镇)
- Leping (乐平镇)
- Lubao (芦苞镇)
- Nanshan (南山镇)